# Murello
Murello är en ort och kommun i provinsen Cuneo i regionen Piemonte i Italien. Kommunen hade 949 invånare (2018).